# Santiago Ostolaza
Santiago José Ostolaza Sosa (Dolores, 10 luglio 1962) è un ex calciatore uruguaiano, di ruolo centrocampista.
Nel 1988 con la maglia del Nacional ha contribuito in maniera determinante alla vittoria della Coppa Intercontinentale siglando una doppietta nella finale di Tokyo contro il PSV.

## Palmarès

### Club

#### Competizioni nazionali
- Liguilla Pre-Libertadores de América: 1

Nacional: 1990
- Campionato paraguaiano: 1

Olimpia: 1996

#### Competizioni internazionali
- Coppa Libertadores: 1

Nacional: 1988
- Recopa Sudamericana: 1

Nacional: 1989
- Coppa Interamericana: 1

Nacional: 1988
- Coppa Intercontinentale: 1

Nacional: 1988

### Individuale
- Miglior giocatore della Coppa Intercontinentale: 1

1988
- Equipo Ideal de América: 2

1989, 1990